# Huta Bargot Lombang
Huta Bargot Lombang is een bestuurslaag in het regentschap Mandailing Natal van de provincie Noord-Sumatra, Indonesië. Huta Bargot Lombang telt 700 inwoners (volkstelling 2010).